# Neukirch, Baden-Württemberg
Neukirch là một thị trấn thuộc huyện Bodensee, bang Baden-Württemberg, Đức.